# 天野治郎
天野 治郎（あまの じろう、1939年 - ）は、日本の実業家。新光三越元社長・総経理、三越（現・三越伊勢丹ホールディングス）元本社宣伝部長、パリ三越元支配人、株式会社V.P.A.代表取締役。

## 人物・経歴
1939年、神奈川県横浜市生まれ。1963年、立教大学経済学部卒業。同年、株式会社三越（現・株式会社三越伊勢丹ホールディングス）に入社し、本店婦人服部に配属される。
1975年、パリ三越の支配人としてフランスに駐在。1981年、同社本社営業統括室部長、本社宣伝部長、本社総合企画部長などを兼務する。当時社長で三越の天皇と呼ばれた岡田茂の側近であった。
1982年、「三越事件」により岡田が社長を解任されると、同社大阪支店婦人子供用品部副部長へ異動。天野も東京地検特捜部から取調べを受ける日々が続いた。
1988年、台湾の新光百貨店へ出向。1993年、新光グループと三越グループの合弁会社である新光三越社長・総経理に就任。1998年から、同副董事長・副会長を兼務する。
1999年、株式会社三越執行役員に就任。2002年、株式会社三越理事兼新光三越副董事長に就任。
2007年に退任したのち、新光三越顧問および株式会社V.P.A.代表取締役を務める。